# Josef Stollreiter
Josef Stollreiter (* 5. Februar 1885 in München; † 10. Februar 1975 in Überlingen) war ein deutscher Schriftsteller.

## Leben
Der katholisch getaufte, gebürtige Münchner Josef Stollreiter absolvierte nach seinem Pflichtschulabschluss eine Schauspielausbildung. Nach darauffolgenden diversen Schauspielereinsätzen wurde er 1919 nach Stettin verpflichtet. Im Jahre 1925 ließ er sich als freier Schriftsteller in Mimmenhausen, im Kreis Überlingen in Baden-Württemberg, nieder. Josef Stollreiter verstarb im Februar 1975 wenige Tage nach Vollendung seines 90. Lebensjahres in Überlingen. 
Der erfolgreiche Kunst- und Theaterschriftsteller Josef Stollreiter trat im Besonderen als Verfasser von seinerzeit vielgelesenen Romanen und Novellen hervor.

## Werke (Auswahl)
- Ein Buechlein Poesie, 1918
- Scherben; Erzählungen, in: Mosaik-Bücher, Bd. 21., Mosaik-Verlag, Berlin, 1923
- Mariuccias Rache; Novelle, Verlag Dr. K. Moninger, Greifswald, 1924
- Der indische Schal und andere Erzählungen, in: Kurzgeschichten, Bd. 12.,Limpert, Dresden, Berlin, 1936
- Der Ritt in die Sonne; Roman, O. Janke, Leipzig, 1938
- Ewiger Grenzkampf: Roman aus germanischer Vorzeit, Zinnen-Verlag, Wien, 1939
- Die Eisernen Fünf : Ernstes und Heiteres um eine Korporalschaft im Weltkriege, in: Kleine Wehrmacht-Bücherei, Bd. 17., Verlag "Die Wehrmacht", Berlin, 1940
- Der Grüne Wenzel und die Gelbe Klara; Roman, K. Schroeder, Wiesbaden, 1941
- Über den Feuerbergen lodert die Sonne; Roman, K. Schroeder, Wiesbaden, [Langgasse 21], Köln, 1941
- Das Todesbataillon, Bischof & Klein, Lengerich, 1942
- Siegbrecht und Lichthild, in: Klein's Jugendbücher, 40., Bischof & Klein, Leipzig, 1943
- Das Lied von der Treue: Erzählung aus der Gotenzeit, in: Band 43 von Klein's Jugendhefte, Bischof & Klein, Lengerich in Westfalen, 1948
- Flammen über der Südsee; Novelle, in: Kurt Schroeders Novellenreihe, Schroeder, Bonn, 1949
- Nobel : Frieden durch Dynamit, Pohl, München, 1952
- Bertha von Suttner. Lebensbild der erfolgreichsten Vorkämpferin für Weltfrieden, Schwentine Verlag, Kiel, 1959
- Die Trapper vom Colville-See; Eine Erzählung aus dem Norden Kanadas, Weichert, Hannover, 1961